# Mossebägarlav
Mossebägarlav (Cladonia subfurcata) är en lavart som först beskrevs av William Nylander och fick sitt nu gällande namn av Johann Franz Xaver Arnold. 
Mossebägarlav ingår i släktet Cladonia och familjen Cladoniaceae. Arten är reproducerande i Sverige.